# Gare d'Hatrival
La gare d’Hatrival est une ancienne gare ferroviaire belge de la ligne 162, de Namur à Sterpenich située à Hatrival sur la commune de Saint-Hubert, dans la province de Luxembourg en Région wallonne.

## Situation ferroviaire
La gare d’Hatrival était établie au point kilométrique (PK) 80,0 de la ligne 162, de Namur à Sterpenich (frontière luxembourgeoise), entre les gares ouvertes de Poix-Saint-Hubert et de Libramont.

## Histoire
La gare d’Hatrival est mise en service le 10 septembre 1881 par les Chemins de fer de l'État belge sur une section de la ligne du Luxembourg mise en service en 1858. Elle se trouve à quelque 2 km et demie du village d’Hatrival.
En août 1880, alors présentée sous le nom de Libin, cette future station fait l'objet d'une adjudication publique dans la salle d'attente de la gare d'Arlon pour la construction du bâtiment des recettes (avis du 22 juillet 1880). L'adjudication du bâtiment de la gare de Leignon fait partie du même lot.
La gare possède une voie de garage à entrée et sortie directes conservée lors de la reconstruction de la ligne dans les années 2010-2020, qui a vu disparaître le passage à niveau au profit d'un pont sur une route déviée.
Les trains de voyageurs ne s’y arrêtent plus depuis l'application du Plan IC-IR le 3 juin 1984 et la SNCB a prévu en mai 1989 de fermer la cour aux marchandises.

## Patrimoine ferroviaire
Le bâtiment des recettes appartient à un plan type standard dessiné par le groupe d'Arlon des Chemins de fer de l’État belge et bâti à Leignon, Lavaux, Fouches et Autelbas ; seules les deux premières, occupées par des particuliers, sont encore debout. Il s’agit de petites constructions avec un corps central de trois travées espacées séparées par des pilastres avec une aile de service à toit plat et une aile d’une seule travée de l’autre côté.
Le bâtiment d’Hatrival se distinguait de ses jumeaux par une façade en pierre de taille avec des ornements en briques rouges apparentes. Inutilisé, il est démoli en 2011. À noter que la gare de Poix-Saint-Hubert, appartenant à un type plus grand, possède les mêmes ornements de façade (matériaux et entourages de baies) au niveau de son aile basse (de sept travées sur les photographies les plus anciennes connues) alors que le reste du bâtiment a un aspect différent, semblable à ceux des gares de Grupont et Neufchâteau.